# Enterprize (voilier)
Pour les articles homonymes, voir Enterprise.
L’Enterprize actuel est une goélette construite en 1997 à Melbourne. C'est la réplique du navire qui mena les premiers colons en Australie à la fondation de la ville de Melbourne.

## Histoire

### L'original
La première goélette Enterprize a été construite à Hobart, en Tasmanie en 1829 par William Pender. Il fut d'abord utilisé pour le transport côtier de fret comme le charbon, et une fois, un troupeau de plus de 300 moutons.
En avril 1835, John Pascoe Fawkner achète l’Enterprize pour rechercher un emplacement approprié de future colonie proche de Port-Phillip. Contraint de rester sur place par ses créanciers, c'est le capitaine Peter Hunter qui emmène les premiers colons européens de George Town, Tasmanie, en Australie en août 1835.
Le 15 août 1835, l’Enterprize pénètre sur la rivière Yarra et elle est tractée par halage jusqu'au futur point de fondation de la ville de Melbourne. Les colons débarquent le 30 août et commencent les travaux de défrichages pour la culture des légumes et la construction d'un premier magasin.
Après le paiement de sa créance, Fauwkner récupère son navire et en continue l'exploitation pour le cabotage.
En 1847, l’Enterprize fait naufrage sur la barre de Richmond dans le nord de la Nouvelle-Galles du Sud en faisant deux morts.

### La réplique
Le projet de la construction d'une réplique a commencé en 1989. La quille a été exposée en 1991, au Polly Woodside Maritime Museum de Melbourne. 
La construction finale s'est faite au vieux port de Williamstown en se servant de bois locaux. Les voiles sont cousues à la main et les cordages de gréement en chanvre goudronné.
Le lancement de l’Enterprize a été effectué le 30 aout 1997 par Felicity Kennett à Hobson's Bay.
Il est géré par l'Enterprize Trust, association à but non lucratif, proposant des sorties à la journée pour 45 passagers maximum ou des petites croisières pour 10 passagers.
Pour son entretien il reçoit des dons de particuliers et d'organismes.